# Fuhlendorf (Holstein)
Pour les articles homonymes, voir Fuhlendorf.
Fuhlendorf est une commune allemande de l'arrondissement de Segeberg, dans le Schleswig-Holstein. Elle fait partie de l'Amt Bad Bramstedt-Land (« Bad Bramstedt-campagne ») qui regroupe 14 communes entourant Bad Bramstedt.